# Pedro Echevarría Bravo
Pedro Echevarría Bravo (Villalmanzo (Burgos), 12 de junio de 1905-Madrid, 22 de diciembre de 1990). 
A los diez años, inició sus estudios musicales de solfeo y piano, y más tarde los de armonía y composición con el P. José María Arregui, y órgano con el P. Natividad Garmendia. Dichos estudios musicales los simultaneó con los de Humanidades y Filosofía y Letras en Guipúzcoa.
Su primera composición fue a los dieciséis años Salve Regina estrenada por la Schola Cantorum de Aranzazu. 
Pronto comenzó su actividad como director de banda. En 1928 fue nombrado Director de la Banda de Música de Ateca (Zaragoza), y, al año siguiente, le fue adjudicada la dirección de la Banda Municipal de Daroca, simultaneando dicho cargo con el de organista de su colegiata. En 1932 obtuvo el nombramiento de Director de la Banda de Música de San Martín del Rey Aurelio (Asturias); su labor al frente de esta naciente agrupación, compuesta exclusivamente por mineros, mereció los mayores elogios de la prensa asturiana. Y en 1935 fue nombrado Director de la Banda Municipal de Tomelloso (Ciudad Real), al frente de la cual desarrolló una amplia labor de divulgación, mediante la organización de cuatro ciclos de cultura musical, celebrados en el Hogar del Productor, de dicha ciudad. Echevarría pertenece al Cuerpo Nacional de Directores de Bandas de Música Civiles en su primera categoría. 
A lo largo de su trayectoria, han sido varios los reconocimientos y premios acumulados por el folklorista. Vamos, niños, al Sagrario fue premiada en 1943 en el concurso musical organizado por la revista U. C. E. de Madrid. El Instituto Español de Musicología le concedió, en el año 1946, el segundo premio, único concedido, ya que todos los demás fueron accésit; el año 1947 obtuvo el primer accésit del primer premio (este quedó desierto); el año 1948, consiguió un premio extraordinario y, además, el primer premio de recogida de canciones de la Delegación Nacional de la Sección Femenina; y el año 1949, otro premio extraordinario de Musicología, todo ello por sus investigaciones sobre el folklore manchego, siendo repetidas veces becario del citado instituto. En marzo de 1958 la Fundación Juan March le concedió una pensión para realizar investigaciones musicales en Francia y Holanda.
En el campo de la musicología española, Pedro Echevarría es uno de los mayores defensores de la lírica popular. Fruto de su trabajo como folklorista es la creación de su obra más destacada el Cancionero Musical Manchego en 1951. 
Este trabajo fue dado a conocer por el propio autor en conferencias-conciertos a lo largo de toda la geografía española: en los Ateneos de Madrid, Barcelona, Sevilla, Granada, Málaga, Córdoba, Gijón, Bilbao, Santander, Salamanca, Valencia y Zaragoza; y a la vez en otras muchas naciones: Francia, Bélgica, Inglaterra, Holanda y Marruecos. 
Su interés por los Cancioneros le llevó a crear el Cancionero de los peregrinos de Santiago en el 1965, otra obra que consiguió la consolidación de su figura en el ámbito de la investigación musicológica. 
El 2 de enero de 1951 fue nombrado Académico correspondiente de la Real Academia de Bellas Artes de San Fernando en atención a los servicios prestados a la investigación folklórica manchega y musicológica española.